# Cornudilla
Cornudilla es una localidad española de la provincia de Burgos, en la comunidad autónoma de Castilla y León. Pertenece al municipio de Oña y dista 7 kilómetros de la localidad homónima. Cornudilla se encuentra en el norte de la comarca de La Bureba.

## Demografía
| Gráfica de evolución demográfica de Cornudilla entre 1842 y 1970 |
| |
| Población de derecho según los censos de población del INE. Población de hecho según los censos de población del INE.Entre el censo de 1981 y el anterior, este municipio desaparece porque se integra en el municipio Oña. |

Evolución de la población
| Gráfica de evolución demográfica de Cornudilla entre 2000 y 2017   |
|                                                                    |
| Población de derecho (2000-2017) según el padrón municipal del INE |

## Administración y política
Cornudilla es una Entidad Local Menor (Pedanía) del municipio de Oña. La Junta Administrativa de Cornudilla es quien se encarga del gobierno de la localidad, y está compuesta por tres concejales: El alcalde, el teniente alcalde y otro concejal. Estos los concejales de legislatura 2023-2027:
|  | Julián Calvo Pedrosillo  | Partido Popular |
|  | Fernando Rubio Fernández | Partido Popular |
|  | Tomás Cubillo Cueva      | Vox             |

Esta es lista de alcaldes de Cornudilla por legislatura desde las elecciones municipales de 1979:
|  | Alcalde                  | Teniente                       | Partido | Años      |
|  |                          |                                |         | 1979-1983 |
|  |                          |                                |         | 1983-1987 |
|  |                          |                                |         | 1987-1991 |
|  |                          |                                |         | 1991-1995 |
|  |                          |                                |         | 1995-1999 |
|  |                          |                                |         | 1999-2003 |
|  | Julián Calvo Pedrosillo  |                                | PSOE    | 2003-2007 |
|  | Julián Calvo Pedrosillo  |                                | PSOE    | 2007-2011 |
|  | Julián Calvo Pedrosillo  |                                | PSOE    | 2011-2015 |
|  | Fernando Rubio Fernández | Ramón Roberto Vesga Villanueva | PP      | 2015-2019 |
|  | Julián Calvo Pedrosillo  | Yolanda Alonso Pereda          | PSOE    | 2019-2023 |
|  | Julián Calvo Pedrosillo  | Fernando Rubio Fernández       | PP      | 2023-2027 |

## Historia y monumentos
El 31 de enero del año 885 caía muerto, según noticia recogida en la Crónica Najerense, el conde Diego Rodríguez Porcelos en Cornuta, esto es, Cornudilla. Durante la Edad Media, el pueblo estuvo bajo el dominio del monasterio de San Salvador de Oña después de que el rey Fernando I de León donara al monasterio la villa de Cornudilla, donación confirmada por varios magnates, entre ellos el conde Gonzalo Salvadórez. En 1187 le fueron concedidos fueros para su gobernabilidad y para regular la vida local.
Anteriormente, contó con municipio propio, pero desde 1980 es una pedanía de oña
Entre sus monumentos, destaca la iglesia parroquial.

### Descripción en el Diccionario Madoz
Así se describe a Cornudilla en el tomo VII del Diccionario geográfico-estadístico-histórico de España y sus posesiones de Ultramar, obra impulsada por Pascual Madoz a mediados del siglo XIX:

CORNUDILLA: villa con ayuntamiento en la provincia, diócesis, audiencia territorial y capitanía general de Burgos (8 ½ leguas), partido judicial de Briviesca (3 ½); Situada en llano, combatida de los vientos a excepción del N del cual le resguarda la sierra de Oña que se halla a distancia de ½ legua, goza de clima sano. Tiene 32 casas de un solo piso, cuya distribución interior ofrece además poca o ninguna comodidad; la consistorial es de mala fabricación, pero se encuentra en regular estado; una escuela concurrida por 34 alumnos de ambos sexos; su maestro disfruta de una dotación muy mezquina; iglesia parroquial (Santa María), servida por un solo cura; el cementerio es pequeño y está inmediato a la villa; la fuente denominada Fuente-herrero, única que hay en la población, es saludable y de ella se surten los habitantes para sus usos. Confina el término N con Pino y La Parte; E Los Barrios de Bureba; S Hermosilla, y O Salas y Poza. El terreno participa de monte y llano, es arenoso y cascajoso, pero fértil en su mayor extensión; a 200 pasos de la villa corre el arroyo llamado Arroyo Madre, que, naciendo en el término de la Parte, va a morir en el río Oca; cruza dicho arroyo un puente de madera que dirige a Pino; a corto trecho de la población hay 2 montes no muy dilatados, el uno llamado Cabo, situado al E, poblado de enebros y carrascas y el otro titulado San Lorenzo y el Bardal al N, poblado también de encinas, robles, pinos y algunos bojes. Caminos: los locales en muy mal estado y la carretera que dirige a Oña y La Parte. Correos: la correspondencia se recibe de Briviesca por los mismos interesados. Producciones: trigo, cebada, avena, centeno, habas, arvejas, titos, lentejas, lino, cáñamo y vino chacolí; ganado lanar, yeguar, vacuno y cabrío; caza de liebres, perdices y conejos; pesca de truchas, barbos y anguilas. Industria: la agrícola. Población: 36 vecinos, 103 almas. Capital productivo: 4.950.000 reales. Imponible: 46.933. Contribución: 2.715 reales 7 maravedíes.
Diccionario geográfico-estadístico-histórico de España y sus posesiones de Ultramar